# Pečeť Utahu

Pečeť státu Utah

Pečeť Utahu, jednoho z federálních států USA, je tvořena bílým štítem, nad nímž je zobrazen rozkřídlený americký orel (heraldicky orlice). Ve středu štítu je včelí úl, po stranách obrůstaný pěknosemencem Sego (Colochortus nuttalli). Horní částí štítu prochází (modrým oválem) šest (3 + 3) zkřížených šípů. Nad úlem je modrý nápis INDUSTRY (česky průmysl, píle), což je utažské motto. Pod úlem je pak modrý nápis UTAH a pod ním menším písmem letopočet 1847. Štít je položen na dvě zkřížené americké vlajky na žerdích, splývající podél štítu. Výjev přechází, ve směru od středu ven, do modrého mezikruží s bílým nápisem THE GREAT SEAL OF THE STATE OF UTAH (česky Velká pečeť státu Utah) a v dolní části s letopočtem 1896. Mezikruží je ohraničeno zlatou točenicí. Střed pečetě je začleněn do utažské vlajky.
Existuje rovněž upravená pečeť pro utažského guvernéra (současným guvernérem je od roku 2009 Gary Herbert, a ve spodní části je jeho pořadové číslo XVII).

Pečeť 17. utažského guvernéra (Garyho Herberta)

## Symbolika
Včelí úl představuje těžkou práci. Úl také odkazuje na znak mormonského státu Deseret a na osídlení tohoto regionu mormony. Pěknosemenec (z čeledi Liliovitých) je posvátná rostlina z indiánských legend, sego je šošonské slovo pro jedlou cibuli a na emblému symbolizuje mír. Šípy symbolizují šest indiánských kmenů. Rok 1847 byl rokem, kdy mormoni přišli do Utahu (Salt Lake Valley). Orel bělohlavý, národní pták USA, symbolizuje ochranu v mírových i válečných časech. Dvě vlajky USA ukazují na utažskou podporu celého národa. Rok 1896 je rokem přistoupení Utahu do Unie.

## Historie
Pečeť byla přijata 3. dubna 1896. Navrhl ji Harry Emmett Edwards.
V roce 2011, při příležitosti přijetí prvního zákona o vlajce, podepsal utažský guvernér Gary Herbert právní předpis, který opravil chyby a design znaku (a tím i vlajky) se vrátil do podoby z roku 1913: štít je opět bílý, nápis 1847 je v patě štítu.

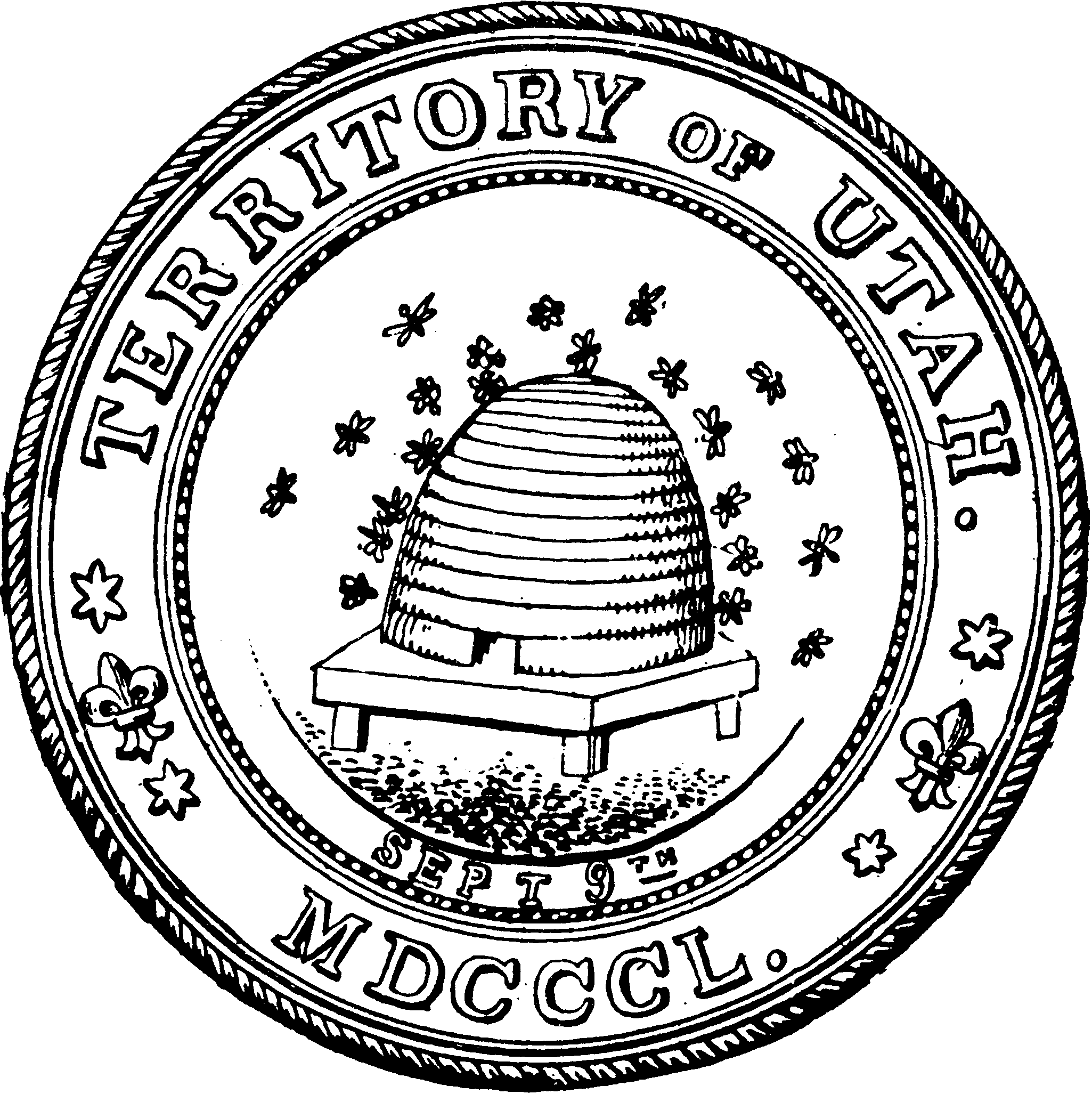
Pečeť Utahu (1850–1896)
Pečeť Utahu (před rokem 2011)